# 制服伝説 プリティ・ファイター
『制服伝説 プリティ・ファイター』（せいふくでんせつプリティ・ファイター）は、1994年12月2日に日本のイマジニアから発売されたスーパーファミコン用2D対戦型格闘ゲーム。
コスプレ風の衣装を身に纏った美少女8人のキャラクターの一人を選び、全キャラクターに勝ち抜いてエンディングを目指していく作品である。女子高生、ディスコクイーン、くノ一など様々な衣装の美女が登場し、風貌に応じた必殺技を使用する事を特徴としている。
開発は元気が行い、プロデューサーはスーパーファミコン用ソフト『ポピュラスII TRIALS OF THE OLYMPIAN GODS』（1992年）を手掛けた飯田祥一、ディレクターは『ポピュラスII』を手掛けた大須賀篤、ゲーム・デザインはスーパーファミコン用ソフト『アクセルブリッド』（1993年）を手掛けた黒田愛美、音楽はエニックスのスーパーファミコン用ソフト『ワンダープロジェクトJ 機械の少年ピーノ』（1994年）を手掛けた森彰彦が担当している。
後にリメイク版となるセガサターン用ソフト『制服伝説 プリティ・ファイターX』（1995年）が発売された他、一部の登場人物を引き継ぎ3D対戦型格闘ゲームとなった続編のPlayStationおよびセガサターン用ソフト『FIST』（1996年）が発売された。

## 登場人物
青木 真琳
声 - くまだひさこ
青森出身の高校生。漁師の一人娘。セーラー服を着用しているが上着の丈とスカート丈ともに非常に短い。ポケベルでパンツ1枚のマッチョ男性を召喚する必殺技を持つ。『FIST』にも登場する。
『プリティ・ファイターX』では無印で使用できなかった掴み技が追加された。同作のエンディングでは、カラオケ好きだが非常に音痴と判明する。
赤坂 樹里
声 - 久保山美穂
東京出身の証券会社OL。ディスコ好きで、赤いボディコン服を着用している。
緑川 みなみ
声 - のむらようこ
大阪出身の高校生。阪神タイガースのファン。素肌に緑色のブレザーを着用している。
白鳥 クリス
声 - 佐藤ユリ
北海道(札幌)出身の看護婦。
黄織 涼子
声 - いいじまようこ
京都出身の大学生。丈を短くした黄色い着物を着用している。
紺野 警子
声 - わたなべなおみ
愛知(名古屋)出身の婦人警官。
獅子座の21歳 身長・体重 170cm・53kg 3サイズ B93・W59・H90 血液型 A型
桃山 愛
声 - きじまさちこ
広島出身の中学生。桃色の丸首シャツに青いブルマの体操服を着用している。『FIST』にも登場する。
山吹 柔
福岡出身の高校生。山吹色の柔道着の上着のみを着用している。

## 他機種版
| No. | タイトル                       | 発売日        | 対応機種     | 開発元 | 発売元     | メディア | 型式     | 備考                       |
| --- | ------------------------------ | ------------- | ------------ | ------ | ---------- | -------- | -------- | -------------------------- |
| 1   | 制服伝説 プリティ・ファイターX | 1995年6月16日 | セガサターン | SOL    | イマジニア | CD-ROM   | T-15001G | リメイク版 ASIN B000092PBY |

基本は前作と同じだが、CD-ROMハードでの発売に伴い、各キャラクターのプロローグやエピローグがアニメーションムービーとなった。
4人の新キャラクターの追加により、キャラクターの人数が12人に増加した。ラストボスであるマリア・クリステルをストーリーモードで使用するには、エンディングクレジットの最後で表示される隠しコマンドの入力が必要。

### 登場人物
青木 真琳
声：氷上恭子
赤坂 樹里
声：深見梨加
緑川 みなみ
声：岡村明美
白鳥 クリス
声：かないみか
黄織 涼子
声：佐藤ユリ
紺野 警子
声：麻丘夏未
桃山 愛
声：大谷育江
山吹 柔
声：喜田あゆみ
紫崎 空美
声：田中敦子
千葉出身のスチュワーデス。
水上 静
声：沢海陽子
高知出身の中学校教師。
土屋 登喜子
声：遠藤勝代
新潟出身のウェイトレス。
マリア・クリステル
声：井上喜久子
沖縄出身のシスター。本作の最終ボス。世界制服を夢見る。『FIST』にも登場する。

## スタッフ
- ディレクター：大須賀篤
- ゲーム・デザイン：黒田愛美
- メイン・プログラマー：荻原務
- サブ・プログラマー：やすだのりゆき
- アート・ディレクター：中村鉄嗣
- グラフィック・エディター：いからしおさむ
- グラフィック・デザイナー：高橋雅、こんのたかし
- サウンド・プログラマー：平沢道也
- 音楽、効果音：森彰彦
- サウンドP.A：粕谷浩之
- マネージャー：おのみつえ
- スーパーバイザー：田代成治、飯田就平
- プロデューサー：飯田祥一
- エグゼクティブ・プロデューサー：神藏孝之

## 評価
スーパーファミコン版
- ゲーム誌『ファミコン通信』の「クロスレビュー」では、5・4・4・3の合計16点（満40点）[2]、『ファミリーコンピュータMagazine』の読者投票による「ゲーム通信簿」での評価は以下の通り、19.8点（満30点）となっている[4]。

| 項目 | キャラクタ | 音楽 | お買得度 | 操作性 | 熱中度 | オリジナリティ | 総合 |
| 得点 | 3.7        | 3.3  | 2.9      | 3.2    | 3.3    | 3.3            | 19.8 |

- ゲーム本『悪趣味ゲーム紀行』においてライターのがっぷ獅子丸は、本作を同時期にファミリーソフトから発売された『あすか120%』（1994年）と比較した上で、キャラクター造形やステージの背景、必殺技名称などが独特であり世界観が『アサヒ芸能』の読者層を想起させるとした他、柔道少女の名称が「柔」と安直である事や取扱説明書の技表にミスがある事などを酷評した[6]。また、説明書に記載されているストーリーがゲーム中のエンディングにも全く反映されていない点などを指摘したが、説明書内に掲載された漫画のストーリーに関しては肯定的に評価した[6]。

セガサターン版
- ゲーム誌『ファミ通』の「クロスレビュー」では、6・7・4・4の合計21点（満40点）[3]、『SATURN FAN』の読者投票による「ゲーム通信簿」での評価は以下の通り、16.1点（満30点）となっている[5]。

| 項目 | キャラクタ | 音楽 | お買得度 | 操作性 | 熱中度 | オリジナリティ | 総合 |
| 得点 | 3.5        | 2.6  | 2.3      | 2.5    | 2.6    | 2.6            | 16.1 |

## FIST
『FIST』（フィスト）は1996年11月22日にイマジニアから発売されたソフトで、PlayStation用とセガサターン用のソフトが存在する。
パソコンゲーム誌の編集者である前田尋之の公式サイト「電脳世界のひみつ基地」のライター松田は、シンプルな操作性について評価した一方、発売当時からキャラクターのポリゴンの質の低さが指摘されていたことに触れ、イラストは良かったのだから2D格闘ゲームにしていれば評価が違っていたのではないかと述べている。
また、松田はセガサターン版にダウン中の追撃や空中コンボがついていた点について評価しており、セガがサードパーティーへライブラリを提供していたことがPlayStation版とセガサターン版の差となったとみている。